# Samuël Swarts
Samuël Swarts (Amsterdam, 26 juli 1917 - Oosterbeek, 20 september 1944) was een Nederlandse verzetsstrijder van Joodse afkomst. Hij overleed tijdens de Slag om Arnhem terwijl hij Britse parachutisten van de 1e Luchtlandingsdivisie bijstond.

## Levensloop
Swarts was meubelmaker van beroep. Hij trouwde kort voor de Duitse inval in mei 1940 met de Jodin Jansje Canes. Zij kregen in december 1942 samen een zoon die na twee weken overleed. Swarts moeder was van Joodse afkomst, zijn vader niet. Omdat zowel zijn moeder als vrouw Joods was, werd Swarts door de Duitsers ook beschouwd als Jood. Samen met zijn vrouw werd hij opgesloten in de Hollandsche Schouwburg, vanwaar ze naar Kamp Westerbork getransporteerd zouden worden. Zij slaagden er in via een toiletraampje te ontsnappen. Swarts vond onderdak in Oosterbeek, zijn vrouw in Amsterdam. Zijn schuilnaam was Christiaan van der Wal. 
In Oosterbeek sloot Swarts zich aan bij het verzet. Hij was sectieleider bij de in september 1944 opgerichte Binnenlandse Strijdkrachten. Op 17 september 1944 landde de Britse 1e Luchtlandingsdivisie rondom Arnhem. Als onderdeel van Operatie Market Garden had zij de taak om Rijnbrug te veroveren. Swarts meldde zich direct na de landing als vrijwiliger bij het Britse Rode Kruis. Hij kreeg de taak om te helpen bij het transport van gewonden. Op 20 september vroeg de Nederlandse arts Van Maanen of hij emmers met water wilde vullen voor het noodhospitaal in het gebouw De Tafelberg. De Duitsers hadden de watertoevoer naar Oosterbeek afgesloten. Samen met een andere Nederlandse vrijwilliger Willem Gerritsen trok Swarts er op uit. Hun auto werd op de Pieterbergseweg getroffen door een mortiergranaat. Swarts was op slag dood, terwijl Gerritsen met zijn kleding in brand uit de auto sprong. Gerritsen zou uiteindelijk het zicht aan een oog verliezen.
In eerste instantie werd Swarts begraven in een veldgraf voor De Tafelberg. Zijn weduwe maakte zich er hard voor dat hij zou worden herbegraven op het Airborne War Cemetery. Hij ligt daar als een van de acht Nederlanders, en als enige burger, begraven. Hij ontving postuum het Verzetsherdenkingskruis.

## Lot familie
Swarts moeder werd overgebracht naar Westerbork, maar omdat zijn vader kon aantonen dat hij tot drie generaties terug geen Joodse voorouders had werd zij vrijgelaten. Canes, die zelf de oorlog overleefde, verloor haar ouders en een zus in Sobibor en Auschwitz.